# Einzelladerwaffe

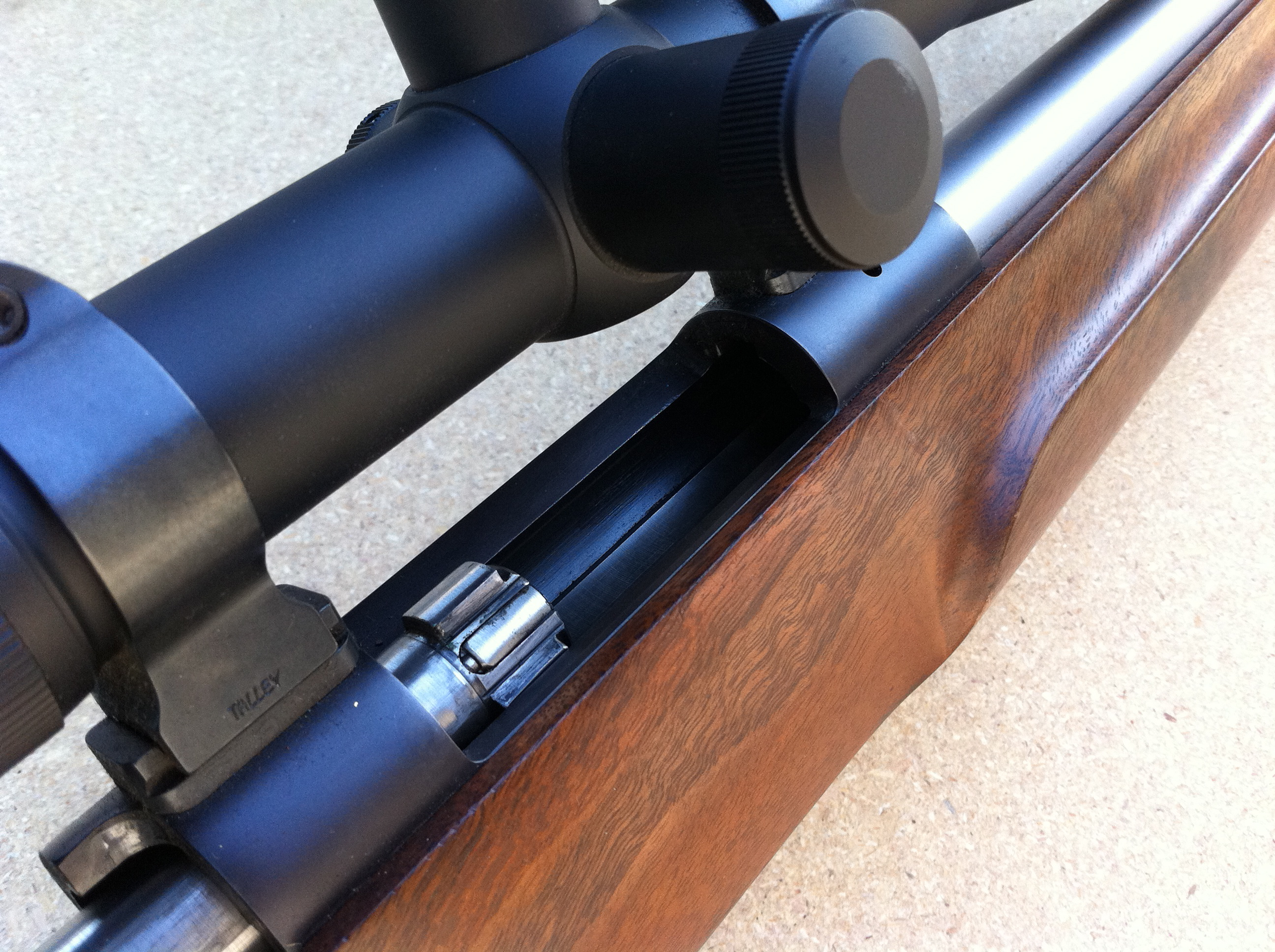
Nahaufnahme des einschüssigen Repetiergewehrs Cooper Modell 22

Einzelladerwaffen oder auch Einzellader sind Schusswaffen ohne Mehrladeeinrichtung (Magazin) mit einem oder mehreren Läufen, die vor jedem Schuss durch Einbringen der Patrone in das Patronenlager oder eine Lademulde von Hand geladen werden müssen.
Sie unterscheiden sich damit von Mehrladewaffen, bei denen durch einen handbetätigten oder automatisch wirkenden Mechanismus vor jedem weiteren Schuss die nun leere Patronenhülse entfernt und eine neue Patrone aus dem Magazin in den Lauf eingeführt werden.
Zu den Einzelladerwaffen gehören alle Vorderladerwaffen, Silhouettenpistolen, Doppelflinten, Doppelbüchsen und kombinierte Waffen.